# Velefi
Velefi (łac. Diocesis Velefitanus) – stolica historycznej diecezji we Cesarstwie rzymskim w prowincji Numidia zlikwidowana w VII w. podczas ekspansji islamskiej, współcześnie w północnej Algierii. Obecnie katolickie biskupstwo tytularne. 

## Biskupi tytularni
| Lp. | Biskup              | Funkcja                              | Od               | Do                  |
| --- | ------------------- | ------------------------------------ | ---------------- | ------------------- |
| 1   | João Batista Muniz  | emerytowany biskup Barra (Brazylia)  | 9 grudnia 1966   | 16 marca 1971       |
| 2   | Jorge Bernal Vargas | biskup-prałat Chetumal (Meksyk)      | 7 grudnia 1973   | 15 lutego 1978      |
| 3   | Vicente Navarra     | biskup pomocniczy Capiz (Filipiny)   | 23 kwietnia 1979 | 21 listopada 1987   |
| 4   | Helmut Bauer        | biskup pomocniczy Würzburga (Niemcy) | 11 lipca 1988    | 5 października 2024 |